# PCRE
PCRE (Perl Compatible Regular Expressions) — библиотека, реализующая работу регулярных выражений в стиле Perl (с некоторыми отличиями). Синтаксис регулярных выражений PCRE значительно более мощный и гибкий, чем стандартных регулярных выражений POSIX.
В том или ином виде доступна для очень многих языков программирования. В частности, в PHP модуль PCRE включен в ядро.
Автор библиотеки — Филип Хейзел (Philip Hazel). Библиотека написана на Си и распространяется под свободной лицензией BSD.

## Функции библиотеки

### Базовые функции
```
pcre
 
*
pcre_compile
(
const
 
char
 
*
pattern
,
 
int
 
options
,

          
const
 
char
 
**
errptr
,
 
int
 
*
erroffset
,
 

          
const
 
unsigned
 
char
 
*
tableptr
);

```

Функция pcre_compile компилирует регулярное выражение во внутреннее представление библиотеки. Первый аргумент — ссылка на содержащую регулярное выражение строку. Во втором можно указать различные атрибуты (соответствующие опциям /igms… в Perl). Последний аргумент — ссылка на таблицу кодировки, созданную pcre_maketables.
Если при компиляции шаблона произошла ошибка, возвращает NULL.
```
int
 
pcre_exec
(
const
 
pcre
 
*
code
,
 
const
 
pcre_extra
 
*
extra
,
 

          
const
 
char
 
*
subject
,
 
int
 
length
,
 
int
 
startoffset
,
 
int
 
options
,
 

          
int
 
*
ovector
,
 
int
 
ovecsize
);

```

Функцию pcre_exec используют для поиска совпадений. В первом аргументе передают значение, возвращённое pcre_compile. Во втором — дополнительные сведения, возвращённые функцией pcre_study. Следующие три аргумента — анализируемая строка, её длина и смещение, начиная с которого будет обрабатываться строка. Затем — параметр, указывающий опции (их подробное описание см. в документации).
В последних двух аргументах нужно указать ссылку на зарезервированный массив целых чисел и его длину. В этот массив заносятся пары индексов, указывающих на начало и конец совпадений. Первые два элемента массива описывают положение всего совпавшего выражения. Остальные пары — положение подстрок, которые совпали с выражениями в круглых скобках в шаблоне (аналоги переменных вида $1 в Perl).
```
pcre_extra
 
*
pcre_study
(
const
 
pcre
 
*
code
,
 
int
 
options
,
 
const
 
char
 
**
errptr
);

```

Функция ускоряет работу программы, выполняющей множество сопоставлений с одним и тем же шаблоном. Создаёт переменную, которая хранит дополнительные сведения о шаблоне, ускоряющие его обработку функцией pcre_exec
```
const
 
unsigned
 
char
 
*
pcre_maketables
(
void
);

```

Создает таблицу символов для использования её функцией pcre_compile

### Извлечение подстрок
```
int
 
pcre_copy_substring
(
const
 
char
 
*
subject
,
 
int
 
*
ovector
,
 
int
 
stringcount
,
 

        
int
 
stringnumber
,
 
char
 
*
buffer
,
 
int
 
buffersize
);

```

```
int
 
pcre_get_substring
(
const
 
char
 
*
subject
,
 
int
 
*
ovector
,

        
int
 
stringcount
,
 
int
 
stringnumber
,
 
const
 
char
 
**
stringptr
);

```

Получает из строки одну из найденных подстрок. Для этого указывается номер найденной подстроки. Эти функции отличаются друг от друга тем, что pcre_copy_substring записывает результат в буфер, которому уже выделена память, а pcre_get_substring выделяет память для буфера и записывает в него результат.
Первые четыре параметра у указанных функций одинаковые: первый — строка, в которой производился поиск, второй — массив, созданный функцией pcre_exec, третий — значение, возвращённое функцией pcre_exec, то есть количество найденных подстрок, четвёртый — номер нужной подстроки.
Функции возвращают длину подстроки в случае успеха, в противном случае — отрицательное значение — код ошибки
```
int
 
pcre_get_substring_list
(
const
 
char
 
*
subject
,
 
int
 
*
ovector
,

        
int
 
stringcount
,
 
const
 
char
 
***
listptr
);

```

Получает из строки все найденные подстроки.
```
void
 
pcre_free_substring
(
const
 
char
 
*
stringptr
);

```

```
void
 
pcre_free_substring_list
(
const
 
char
 
**
stringptr
);

```

Освобождают память, выделенную, соответственно, pcre_get_substring и pcre_get_substring_list.

### POSIX-совместимые
В PCRE также реализованы функции работы с регулярными выражениями, совместимые со стандартом POSIX. Эти функции нельзя использовать для обработки строк в кодировке, отличающейся от базовой ASCII:
```
int
 
regcomp
(
regex_t
 
*
preg
,
 
const
 
char
 
*
pattern
,
 
int
 
cflags
);

int
 
regexec
(
regex_t
 
*
preg
,
 
const
 
char
 
*
string
,
 
size_t
 
nmatch
,
 
regmatch_t
 
pmatch
[],
 
int
 
eflags
);

size_t
 
regerror
(
int
 
errcode
,
 
const
 
regex_t
 
*
preg
,
 
char
 
*
errbuf
,
 
size_t
 
errbuf_size
);

void
 
regfree
(
regex_t
 
*
preg
);

```

Функция regerror преобразует код ошибки, возвращаемый функциями regcomp и regexec, в сообщение об ошибке. Первый параметр — код ошибки. Второй — скомпилированный шаблон. Третий — строка, в которую будет записано сообщение. Четвёртый — её максимальная длина.
Функция regfree освобождает переменную, хранящую скомпилированный шаблон, которая передаётся как параметр. Применяется, когда нужно использовать одну и ту же переменную для нескольких операций поиска.

### Компиляция Just-in-time
Эта опциональная возможность доступна в версии 8.20 и выше, если она была разрешена при сборке библиотеки PCRE. Наибольший прирост производительности возможен, например, когда вызывающая программа повторно использует ранее оттранслированные регулярные выражения. Поддержка JIT была написана Золтаном Херцегом (Zoltan Herczeg) и не предназначена для интерфейсов POSIX и C++. Встроенный транслятор работает на следующих архитектурах:
- ARM v5, v7 и Thumb2
- Intel x86 32-бита и 64-бита
- MIPS 32-бита
- Power PC 32-бита и 64-бита
- SPARC 32-бит (экспериментально)
- TileGX (экспериментально, начиная с 8.34)[3]

## Пример использования
Это пример простейшей программы на C++. Регулярное выражение и строка заданы в исходном тексте (компилировать с ключом -lpcre).
```
#
 
include
 
<iostream>

#
 
include
 
<string.h>

#
 
include
 
<pcre.h>

using
 
namespace
 
std
;

int
 
main
()
 
{

   
char
 
pattern
[]
 
=
 
"[es]"
;
 
// шаблон (регулярное выражение)

   
char
 
str
[]
 
=
 
"test"
;
  
// разбираемая строка

   
// создание таблицы перекодировки для локали ru

   
const
 
unsigned
 
char
 
*
tables
 
=
 
NULL
;
         

   
setlocale
 
(
LC_CTYPE
,
 
(
const
 
char
 
*
)
 
"ru."
);

   
tables
 
=
 
pcre_maketables
();

   
// компилирование регулярного выражения во внутреннее представление

   
pcre
 
*
re
;

   
int
 
options
 
=
 
0
;

   
const
 
char
 
*
error
;

   
int
 
erroffset
;

   
re
 
=
 
pcre_compile
 
((
char
 
*
)
 
pattern
,
 
options
,
 
&
error
,
 
&
erroffset
,
 
NULL
);

   
if
 
(
!
re
)
 
{
 
// в случае ошибки компиляции

      
cerr
 
<<
 
"Failed at offset "
 
<<
 
erroffset
 
<<
 
":"
 
<<
 
error
 
<<
 
"
\n
"
;

   
}
 
else
 
{

      
int
 
count
 
=
 
0
;

      
int
 
ovector
[
30
];

      
count
 
=
 
pcre_exec
 
(
re
,
 
NULL
,
 
(
char
 
*
)
 
str
,
 
strlen
(
str
),
 
0
,
 
0
,
 
ovector
,
 
30
);

      
// выполнение сопоставления с образцом

      
if
 
(
!
count
)
 
{
 
// если нет совпадений

         
cout
 
<<
 
"No match
\n
"
;

      
}
 
else
 
{

         
//вывод пар {начало, конец} совпадения

         
for
 
(
int
 
c
 
=
 
0
;
 
c
 
<
 
2
 
*
 
count
;
 
c
 
+=
 
2
)
 
{

            
if
 
(
ovector
[
c
]
 
<
 
0
)
 
{
 
// или <unset> для несопоставившихся подвыражений

               
cout
 
<<
 
"<unset>
\n
"
;

            
}
 
else
{

               
cout
 
<<
 
ovector
[
c
]
 
<<
 
ovector
[
c
 
+
 
1
]
 
<<
 
"
\n
"
;

            
}

         
}

      
}

   
}

   

   
// освобождаем данные, под которые выделялась память

   
pcre_free
((
void
 
*
)
 
re
);

   
pcre_free
((
void
 
*
)
 
tables
);

   
return
 
0
;

}

```